# 130 (số)
130 (một trăm ba mươi) là một số tự nhiên ngay sau 129 và ngay trước 131.